# The Faith Healer
The Faith Healer er en amerikansk stumfilm fra 1921 af George Melford.

## Medvirkende
- Milton Sills som Michaelis
- Ann Forrest som Rhoda Williams
- Fontaine La Rue som Mary Beeler
- Frederick Vroom som Matthew Beeler
- Loyola O'Connor som Martha Beeler
- Mae Giraci som Annie
- John Curry som Abe